# Правила Бейкера
Правила Бейкера относятся к набору принципов переговорного процесса, определяющих стороны в карабахском конфликте. Армения и Азербайджанская Республика определены как основные стороны, а армянская община и азербайджанская община Карабаха определены как заинтересованные стороны.
Правила Бейкера были названы в честь 61-го государственного секретаря США Джеймса Бейкера III, который был назначен главным переговорщиком США в рамках посреднических усилий СБСЕ для прекращения карабахского конфликта. Министры иностранных дел Азербайджана и Армении согласовали правила о том, как стороны в конфликте будут представлены на переговорах, проводимых под эгидой СБСЕ. С самого начала правила Бейкера лежали в основе переговорного процесса при посредничестве Минской группы ОБСЕ.